# 灰堇菜
灰堇菜（学名：Viola canescens）为堇菜科堇菜属的植物。分布于克什米尔、印度、不丹以及中国大陆的湖北、云南、西藏、四川等地，生长于海拔1,750米至3,000米的地区，常生长在山坡林下以及草地，目前尚未由人工引种栽培。